# Nicolas Alexandre Barbier

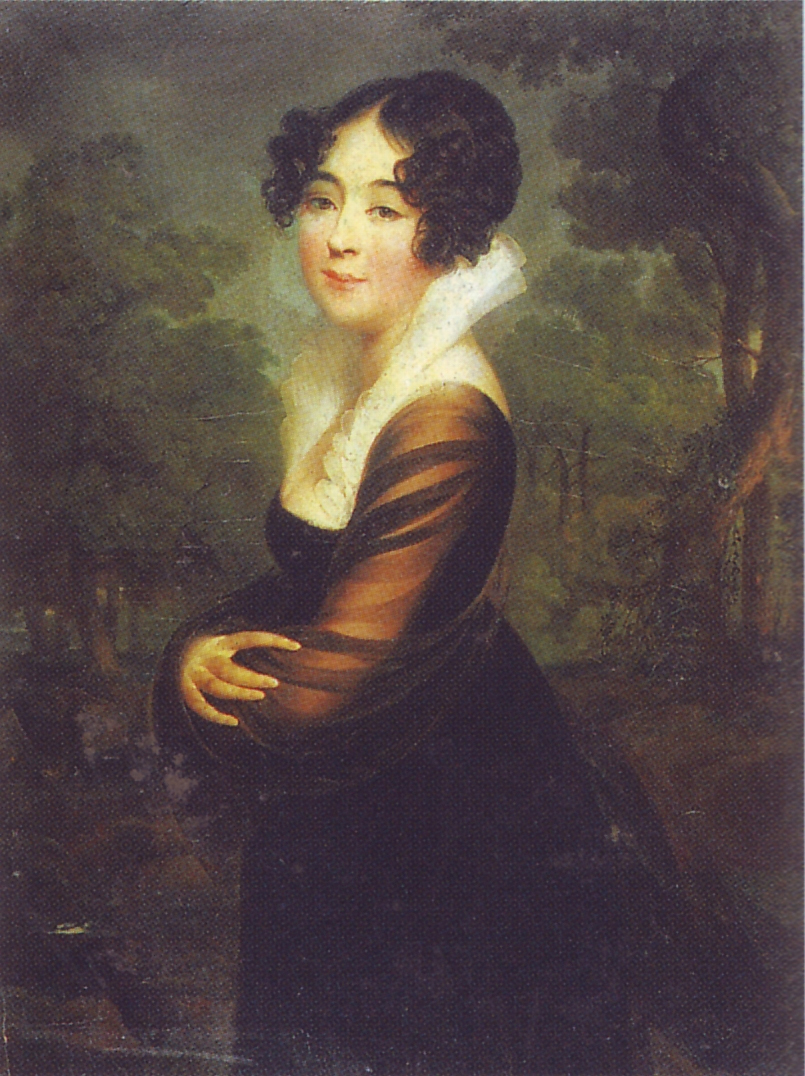
Jekaterina Gagarin 1809

Nicolas Alexandre Barbier, född 1789 i Paris, död 1864 i Sceaux, var en fransk landskapsmålare.
Först utförde han målningar med byggnadsmotiv men övergick därefter till den realistiska traditionen inom landskapsmåleri. Han utställde en stor mängd verk på Parissalongen 1824-1861.